# Neoardelio retifrons
Neoardelio retifrons är en tvåvingeart som beskrevs av Steyskal 1960. Neoardelio retifrons ingår i släktet Neoardelio och familjen bredmunsflugor.
Artens utbredningsområde är Lesotho. Inga underarter finns listade i Catalogue of Life.